# Meridiastra gunnii
Meridiastra gunnii is een zeester uit de familie Asterinidae.
De wetenschappelijke naam van de soort werd in 1840 gepubliceerd door John Edward Gray.